# Ermanno I di Turingia
Ermanno I di Turingia (1155 – Gotha, 25 aprile 1217) è stato un nobile tedesco, langravio di Turingia.

## Biografia
Ermanno era il figlio più giovane di Ludovico II e di Jutta/Giuditta di Svevia, figlia di Federico II duca di Svevia e appartenente dunque alla dinastia Hohenstaufen. Ermanno faceva dunque parte della dinastia Ludovingia. Nel 1180 partecipò alla coalizione contro Enrico il Leone, insieme al fratello Ludovico, subendo una breve prigionia dopo la sconfitta perpetrata da Enrico a Weissensee. L'anno successivo i fratelli furono liberati. Ludovico venne elevato a conte palatino di Sassonia come ricompensa per i suoi servizi all'imperatore, ma trasferì successivamente la dignità a Ermanno. Rafforzò la sua autorità sulla contea palatina sposando Sofia, figlia di Liutgarda di Stade e di Federico II di Sommerschenburg, ex conte palatino.
Alla morte del fratello, nel 1190, l'imperatore Enrico VI cercò di far rimanere la Turingia come feudo vacante del Sacro Romano Impero. Il piano fallì in quanto Ermanno si impose come langravio della Turingia.
Ermanno partecipò alla crociata tedesca del 1197 in Terra santa. Nel 1198, alla morte di Enrico VI, appoggiò la causa del duca Filippo di Svevia. Ben presto però cambiò schieramento, appoggiando Ottone IV. Filippo di Svevia, per questa ragione, invase la Turingia ed Ermanno fu costretto ad abbandonare alcuni territori. Dopo l'assassinio di Filippo ed il definitivo riconoscimento come re di Ottone IV, fu tra coloro che invitarono Federico II in Germania per assumere la corona del Sacro Romano Impero. Come conseguenza di tale decisione, i Sassoni invasero la Turingia. Ermanno venne salvato dall'arrivo in Germania di Federico II nel 1212.
Egli commissionò ad Alberto di Halberstadt la traduzione di Ovidio dal latino al tedesco, i cui scritti dovevano essere diffusi tra i suoi cavalieri.
Ermanno morì a Gotha il 25 aprile 1217. Venne sepolto a Reinhardsbrunn.

## Discendenza
Ermanno si sposò due volte. La prima volta, nel 1182, con Sofia di Sommerschenburg, figlia di Federico II di Sommerschenburg e di Liutgarda di Stade, quest'ultima appartenente alla dinastia Odoniana. Essi ebbero due figlie:
- Jutta (1182- 6 agosto 1235), sposò Teodorico I di Meißen e successivamente Poppo XIII di Henneberg[3];
- Edvige († 1247), sposò Aberto II di Orlamünde della dinastia ascanide[3].

Nel 1196 sposò Sofia, figlia di Ottone I di Baviera, dalla quale ebbe 6 figli:
- Irmgard (1196-1244), sposò Enrico I di Anhalt[3];
- Ermanno (1200-31 dicembre 1216)[3];
- Ludovico (1200-1227), langravio di Turingia[3];
- Enrico Raspe (1204-1247), anti-re di Germania[3];
- Agnese (1205-1247), sposò Enrico di Babenberg, figlio di Leopoldo VI e di Teodora Angelina, e successivamente Alberto I di Sassonia; dal primo matrimonio ebbe Gertrude di Babenberg[3];
- Corrado (1206-1240), gran maestro dell'Ordine Teutonico[3].

## Ascendenza
|                          |                      |                              | Genitori                            |  |  | Nonni |  |  | Bisnonni           |  |  | Trisnonni        |  |
|                          |                      |                              |                                     |  |  |       |  |  | Luigi il Saltatore |  |  | Luigi il Barbuto |  |
|                          |                      |                              |                                     |  |  |       |  |  | Luigi il Saltatore |  |  | Luigi il Barbuto |  |
|                          |                      | Cecilia di Sangerhausen      |                                     |  |  |       |  |  | Luigi il Saltatore |  |  |                  |  |
| Ludovico I di Turingia   |                      |                              |                                     |  |  |       |  |  | Luigi il Saltatore |  |  |                  |  |
|                          |                      | Adelaide di Stade            | Lotario Udo II della marca del Nord |  |  |       |  |  |                    |  |  |                  |  |
|                          |                      | Adelaide di Stade            | Lotario Udo II della marca del Nord |  |  |       |  |  |                    |  |  |                  |  |
|                          |                      | Adelaide di Stade            | Oda di Werl                         |  |  |       |  |  |                    |  |  |                  |  |
| Ludovico II di Turingia  |                      | Adelaide di Stade            |                                     |  |  |       |  |  |                    |  |  |                  |  |
|                          |                      | Giso IV, conte di Gudensberg | …                                   |  |  |       |  |  |                    |  |  |                  |  |
|                          |                      | Giso IV, conte di Gudensberg | …                                   |  |  |       |  |  |                    |  |  |                  |  |
|                          |                      | Giso IV, conte di Gudensberg | …                                   |  |  |       |  |  |                    |  |  |                  |  |
| Edvige di Gudensberg     |                      | Giso IV, conte di Gudensberg |                                     |  |  |       |  |  |                    |  |  |                  |  |
|                          |                      | Cunegonda di Bilstein        | Ruggero II di Bilstein              |  |  |       |  |  |                    |  |  |                  |  |
|                          |                      | Cunegonda di Bilstein        | Ruggero II di Bilstein              |  |  |       |  |  |                    |  |  |                  |  |
|                          |                      | Cunegonda di Bilstein        | …                                   |  |  |       |  |  |                    |  |  |                  |  |
| Ermanno I di Turingia    |                      | Cunegonda di Bilstein        |                                     |  |  |       |  |  |                    |  |  |                  |  |
|                          | Federico I di Svevia | Federico di Büren            |                                     |  |  |       |  |  |                    |  |  |                  |  |
|                          | Federico I di Svevia | Federico di Büren            |                                     |  |  |       |  |  |                    |  |  |                  |  |
|                          | Federico I di Svevia | Ildegarda di Egisheim        |                                     |  |  |       |  |  |                    |  |  |                  |  |
| Federico di Svevia       | Federico I di Svevia |                              |                                     |  |  |       |  |  |                    |  |  |                  |  |
|                          |                      | Agnese di Waiblingen         | Enrico IV di Franconia              |  |  |       |  |  |                    |  |  |                  |  |
|                          |                      | Agnese di Waiblingen         | Enrico IV di Franconia              |  |  |       |  |  |                    |  |  |                  |  |
|                          |                      | Agnese di Waiblingen         | Berta di Savoia                     |  |  |       |  |  |                    |  |  |                  |  |
| Giuditta di Hohenstaufen |                      | Agnese di Waiblingen         |                                     |  |  |       |  |  |                    |  |  |                  |  |
|                          |                      | Federico di Saarbrücken      | Siegbert di Saarbrücken             |  |  |       |  |  |                    |  |  |                  |  |
|                          |                      | Federico di Saarbrücken      | Siegbert di Saarbrücken             |  |  |       |  |  |                    |  |  |                  |  |
|                          |                      | Federico di Saarbrücken      | …                                   |  |  |       |  |  |                    |  |  |                  |  |
| Agnese di Saarbrücken    |                      | Federico di Saarbrücken      |                                     |  |  |       |  |  |                    |  |  |                  |  |
|                          |                      | Gisela di Lorena             | …                                   |  |  |       |  |  |                    |  |  |                  |  |
|                          |                      | Gisela di Lorena             | …                                   |  |  |       |  |  |                    |  |  |                  |  |
|                          |                      | Gisela di Lorena             | …                                   |  |  |       |  |  |                    |  |  |                  |  |
|                          |                      | Gisela di Lorena             |                                     |  |  |       |  |  |                    |  |  |                  |  |